# Adolphe Hélière
Adolphe Hélière (ur. 10 marca 1891 w Fécamp, niektóre źródła podają 2 lutego 1888 w Rennes, zm. 14 lipca 1910 w Nicei) – francuski kolarz szosowy.
Zmarł w dniu odpoczynku po szóstym etapie z Grenoble do Nicei. Podobno został ukąszony przez meduzę podczas kąpieli w oceanie w pobliżu Nicei, chociaż przyczyna jego śmierci jest niejasna i mógł utonąć z powodu wyczerpania.
Podczas gdy trzech mężczyzn zginęło podczas samego wyścigu, Hélière jest często wymieniany w czterech całkowitych zgonach. Miał 19 lat, kiedy zmarł.